# Lelkoun sundský
Lelkoun sundský (Batrachostomus cornutus) je malý druh nočního ptáka z čeledi lelkounovití, který se vyskytuje na Borneu, Sumatře, Kangeanských ostrovech i některých menších okolních ostrovech.

## Systematika a rozšíření
Druh popsal holandský přírodovědec Coenraad Jacob Temminck v roce 1822. Lelkoun sundský se řadí do rodu Batrachostomus, což je největší rod čeledi lelkounovití, resp. řádu lelkouni (Podargiformes). Lelkoun sundský se dělí do dvou poddruhů s následujícím areálem výskytu:
- B. c. cornutus (Temminck, 1822) – Sumatra, Bangka, Belitung, Borneo a Banggi
- B. c. longicaudatus Hoogerwerf, 1962 – Kangeanské ostrovy (severně od Bali)

V minulosti byl lelkoun sundský považován za konspecifický (tzn. náležící ke stejnému druhu) s lelkounem tečkovaným (Batrachostomus javensis). Druhové jméno cornutus znamená „rohatý“ (z latinského cornu = „roh“).

## Popis

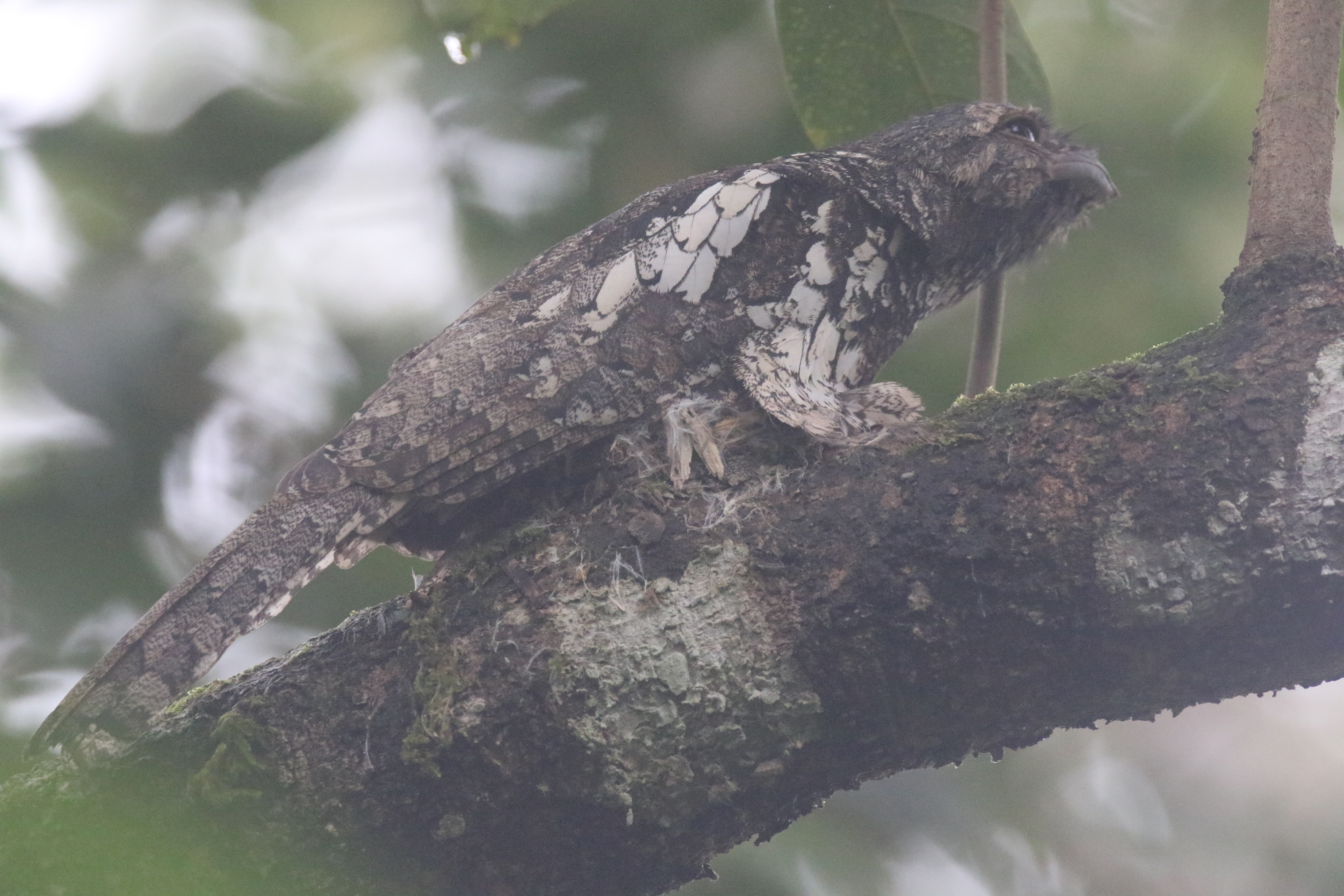
Hnízdící lelkoun sundský dokáže velmi dobře splynout s okolním prostředím

Tento středně velký lelkoun dosahuje délky těla 25–28 cm. Křídlo měří 13–14 cm, ocas 12–14 cm, zobák 2–2,3 cm, běhák 1,6–1,7 cm. Má široký zobák s ostrou špičkou. Valná většina opeření je hnědá s červenohnědými, černými a bílými flíčky. Spodina je světlejší, svrchní část spíše tmavší. Nápadný je hlavně flekovaný bílý límec. Samice se liší mj. menšími bílými flíčky na ramenních perutích a menším množstvím bílých skvrn na spodní části těla. Juvenilní jedinci jsou bledší.

## Stanoviště a populace
Habitat druhu tvoří primární i sekundární nížinaté lesy od hladiny moře do 1000 m n. m. Vyskytuje se hlavně při lesních okrajích, občas i v mangrových a lužních lesích a zahradách u vesnic a měst. Mezinárodní svaz ochrany přírody hodnotí druh jako málo dotčený, jelikož zatím nejsou podklady o velikosti populaci ani ohrožení druhu.

## Biologie
O biologii druhu je známo jen velmi málo informací. Lelkouni sundští jsou noční ptáci, hřadují nízko ve stromoví. V případě vyrušení roztáhnou křídla a ocas a upřeně se zahledí na vetřelce s otevřeným zobákem. Ke hnízdění dochází v závislosti na lokaci snad někdy mezi lednem a červencem. Hnízdní hlavně při okrajích lesa v primárním i sekundárním lese, vzácněji i v městských parcích a zahradách. Maličké křehké hnízdo o rozměrech cca 6×6 cm je hluboké pouze kolem 1 cm. Je postaveno z peří, mechu a kůry, a bývá umístěno nízko ve stromoví do 1,5 m nad zemí v místě rozvětvení. Samice snáší pouze jedno bílé elipsovité vejce o rozměru 29×20 mm. V případě vyrušení na hnízdě se inkubující dospělec zahledí k nebi, zavře oči a zamrzne. Bylo pozorováno, jak lelkoun sundský po vyrušení na hnízdě patrně přenesl v letu své ptáče, což je fenomén znám pouze u několika jiných druhů ptáků.
Hlasově se projevuje čistým, krátkým a vysoce položeným pisklavým fiu, které nejdříve stoupá a poté klesá. Občas se ozývá i vrčícím grá.